# Eurovoc
Eurovoc (Eigenschreibweise: EuroVoc) ist ein von der Europäischen Union entwickelter, herausgegebener und verwendeter Thesaurus zur Indexierung von Dokumenten der europäischen Institutionen. Eurovoc wird vom Europäischen Parlament, vom Amt für amtliche Veröffentlichungen der Europäischen Gemeinschaften, von einigen nationalen und regionalen Parlamenten in Europa, von nationalen Verwaltungen und von bestimmten europäischen Organisationen verwendet. Er umfasst sämtliche Tätigkeitsbereiche der Europäischen Gemeinschaften und gliedert sich in 21 Sachbereiche und 127 Mikrothesauri. Insgesamt umfasst Eurovoc 6645 Deskriptoren sowie je nach Sprachfassung 150 (Slowenisch) bis 13.139 (Tschechisch) Nicht-Deskriptoren.
Mit der Version 4.3 (verfügbar seit dem 20. Januar 2009) erschien der Thesaurus in 24 Sprachen, davon 22 Amtssprachen der Europäischen Union (Bulgarisch, Dänisch, Deutsch, Englisch, Estnisch, Finnisch, Französisch, Griechisch, Italienisch, Kroatisch, Lettisch, Litauisch, Maltesisch, Niederländisch, Polnisch, Portugiesisch, Rumänisch, Schwedisch, Slowakisch, Slowenisch, Spanisch, Tschechisch und Ungarisch) sowie Serbisch. Darüber hinaus ist er von den parlamentarischen Diensten Albaniens, Russlands und der Ukraine in die jeweilige Landessprache sowie von der Regierung der spanischen Provinz Biskaya ins Baskische übersetzt worden.